# Bahnhof Rangsdorf
Der Bahnhof Rangsdorf ist der Bahnhof der Gemeinde Rangsdorf im brandenburgischen Landkreis Teltow-Fläming. Er befindet sich am Streckenkilometer 24,3 der Dresdener Bahn. Bis 1919 diente der westliche Bahnhofsteil der Königlich Preußischen Militär-Eisenbahn.

## Lage und Aufbau
Der Bahnhof befindet sich östlich des alten Rangsdorfer Dorfkerns am Fontaneplatz. Er liegt ebenerdig und umfasst vier Gleise mit zwei Außenbahnsteigen für den Personenverkehr. Das Empfangsgebäude der Berlin-Dresdener Eisenbahn befand sich auf der Ostseite und wurde im Jahr 2013 abgerissen. Das Empfangsgebäude der ehemaligen Militärbahn liegt westlich der Gleisanlagen, es dient heute als Wohngebäude. Eine Straßenunterführung verbindet beide Seiten und die Bahnsteige miteinander.
Der Militärbahnhof, der später zum Vorortbahnhof ausgebaut wurde, ist als Bestandteil der Militärbahn in der Landesdenkmalliste des Landes Brandenburg aufgeführt.

## Geschichte

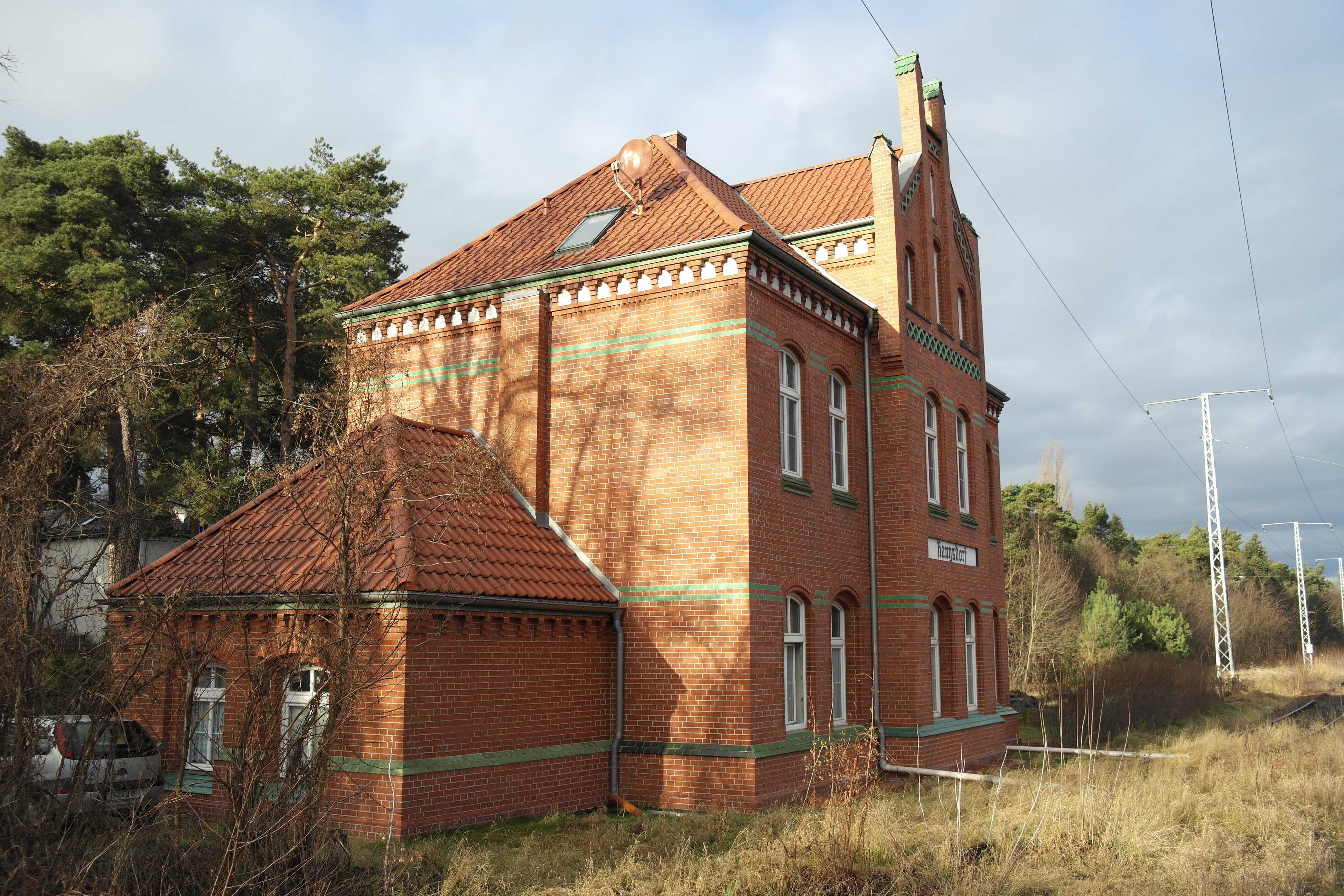
Denkmalgeschütztes Bahnhofsgebäude der Militärbahn von 1900

Der Bahnhof wurde zusammen mit der Strecke Berlin–Dresden der Berlin-Dresdener Eisenbahn-Gesellschaft am 17. Juni 1875 eröffnet.
Vier Monate später folgte die Militärbahn, die bis Zossen parallel zur Dresdener Bahn verlief. Im Jahr 1888 wurde von der Militärbahn ein kleines, gelb verklinkertes Stationsgebäude am südlichen Bahnübergang errichtet. Dieses Gebäude entstand nach einem gemeinsamen Bauplan mit dem Stationsgebäude des Bahnhofs Marienfelde und ist bislang erhalten geblieben. Ab 1890 wurde der Militärbahnhof für den Personenverkehr freigegeben, zehn Jahre darauf erhielt der Militärbahnhof ein eigenes größeres, rot verklinkertes Empfangsgebäude auf der Westseite der Gleisanlagen. In den Jahren 1901–1903 führte die Studiengesellschaft für Elektrische Schnellbahnen auf dem Militärbahngleis die Drehstromversuchsfahrten durch und konnte am 28. Oktober 1903 mit einer Höchstgeschwindigkeit von 210 km/h einen Weltrekord erzielen. 
Gemäß den Bestimmungen des Versailler Vertrags durfte Deutschland nach Ende des Ersten Weltkrieges die Militärbahn nicht weiter betreiben. Das rund 30 Kilometer lange Streckengleis zwischen Berlin und Zossen wurde in den folgenden Jahren abgebaut und die Gleisanlagen der ehemaligen Militärbahnhöfe weitgehend der Reichsbahn zugeordnet. Das Empfangsgebäude der Militärbahn wurde als Wohngebäude weitergenutzt.
Die Deutsche Reichsbahn beabsichtigte bis zum 1. Oktober 1940 die Elektrifizierung der Dresdener Bahn zwischen Berlin Priesterweg und Wünsdorf. Tatsächlich konnten die S-Bahnzüge ab dem 6. Oktober 1940 nur bis Rangsdorf verkehren. Der Militärbahnhof wurde hierfür mit einer zweiten Bahnsteigkante an der Westseite versehen, an der Ostseite hielten die dampfbetriebenen Anschlusszüge nach Wünsdorf. Gleichzeitig wurde die Fußgängerbrücke zwischen beiden Seiten errichtet. Der Hausbahnsteig der Dresdener Bahn wurde anschließend geschlossen. Zur weiteren Elektrifizierung kam es kriegsbedingt nicht mehr. Die S-Bahnen verkehrten alle 20 Minuten, der Vorortverkehr nach Wünsdorf verkehrte im Anschluss.

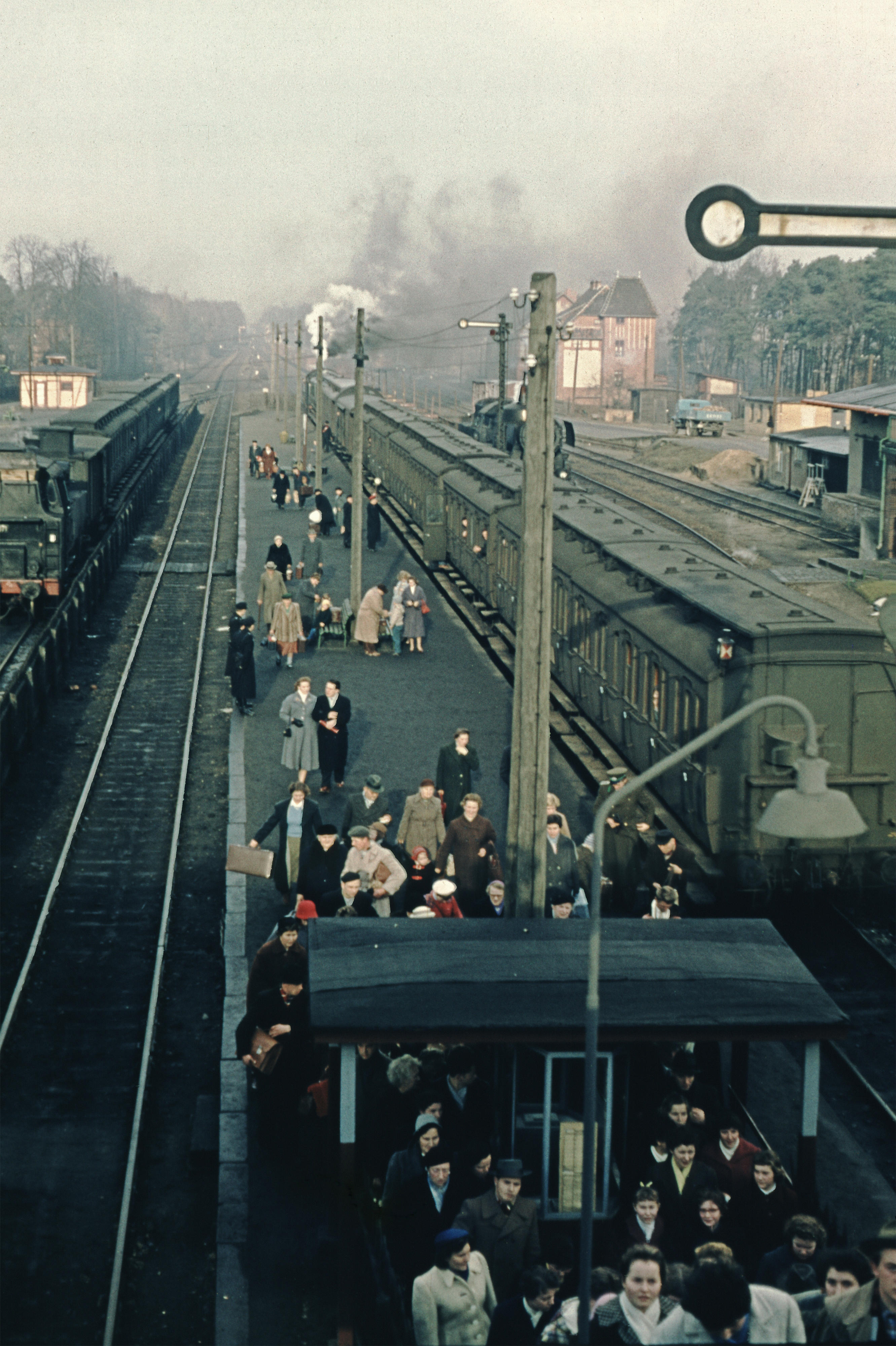
Eingefahrener Zug im Bahnhof Rangsdorf, Dezember 1958

Der elektrische Zugverkehr ruhte ab April 1945 bis zum 1. Oktober 1945, er wurde zwischenzeitlich mit Dampfzügen überbrückt. Das zweite Streckengleis der Dresdener Bahn wurde als Reparationsleistung an die Sowjetunion abgebaut und der zuvor zweigleisige Mischverkehr zwischen dampfbetriebenen und elektrischen Zügen auf ein Gleis reduziert. 1952 wurde das zweite Gleis wieder errichtet, es diente fortan ausschließlich den Zügen der S-Bahn. Die Züge verkehrten in einem 30-Minuten-Takt nach Berlin. Mit dem Mauerbau am 13. August 1961 wurde die durchgehende S-Bahn-Verbindung nach Berlin unterbrochen. Die Züge verkehrten zunächst bis Mahlow als Insellinie. Am 12. September 1961 wurde dieser Inselbetrieb jedoch wegen fehlender Wagenhallen an der Strecke eingestellt und auf Dampfbetrieb umgestellt. Die Dampfzüge nutzten fortan beide Streckengleise, die Stromschiene des westlichen Gleises wurde demontiert. Die westliche Bahnsteigkante des Vorortbahnsteigs wurde nicht weiter genutzt.
Da die Vorortzüge nun nicht mehr in Rangsdorf endeten, sondern nach Norden verlängert wurden, kreuzten diese mehrmals das Streckengleis um den Vorortbahnsteig anzufahren. Der östliche Hausbahnsteig wurde daher 1970 wieder in Betrieb genommen. 1982 erfolgte die Elektrifizierung der Dresdener Bahn mit Wechselstrom und Oberleitung, was eine Wiederinbetriebnahme der S-Bahn erschwert. Am 8. Juni 2018 verkündete Brandenburgs Ministerpräsident Dietmar Woidke, dass die S-Bahn Linie 2 von Blankenfelde über Dahlewitz nach Rangsdorf verlängert wird. Nach einer im Jahr 2022 durchgeführten Nutzen-Kosten-Untersuchung im Rahmen des i2030-Infrastrukturprojektes wird diese S-Bahn-Verlängerung aber vorerst nicht weiter verfolgt.

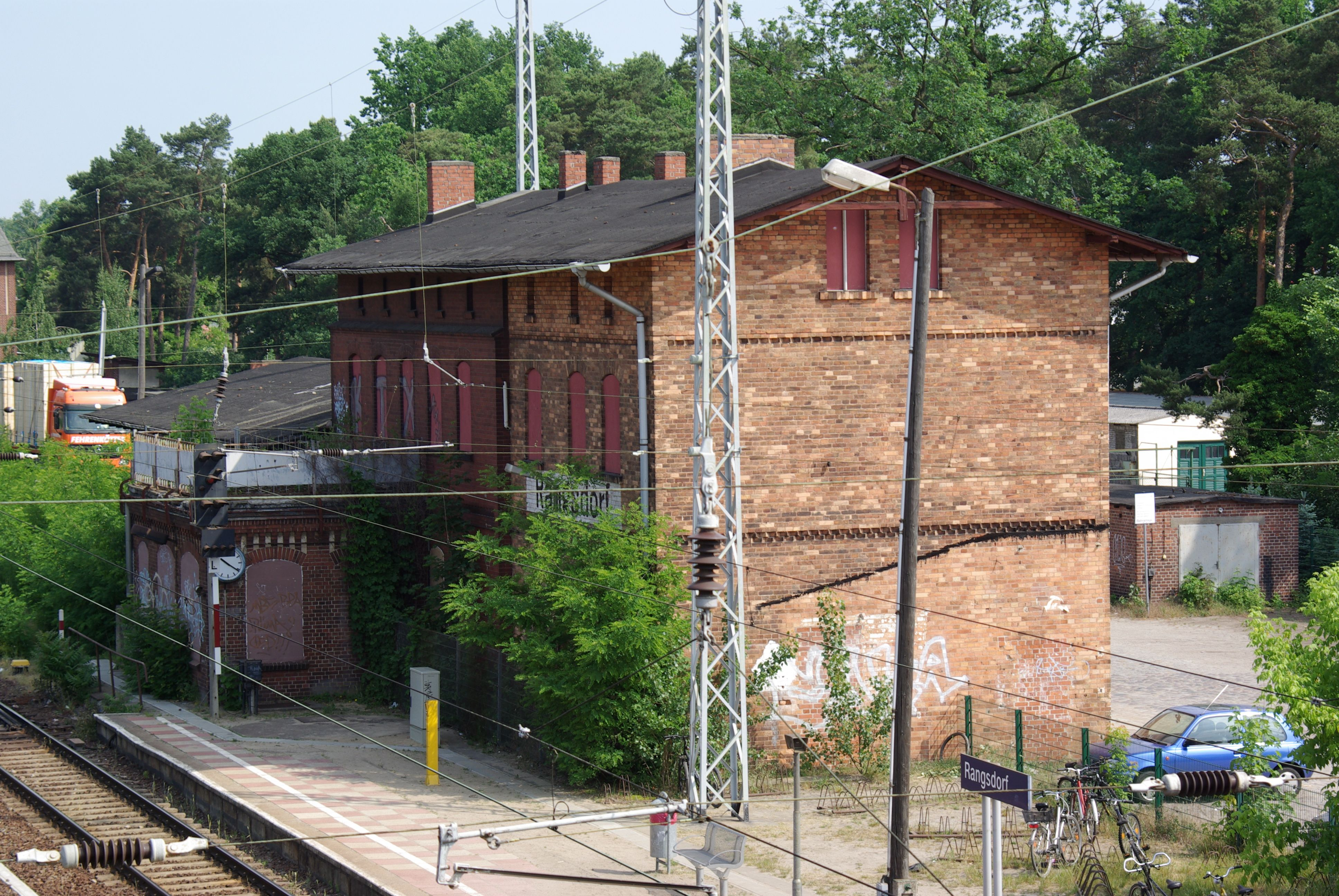
Früheres Empfangsgebäude der Dresdener Bahn, im Sommer 2013 abgerissen

Im Zuge des Projekts zum Ausbau der Bahnstrecke Berlin–Dresden auf eine Höchstgeschwindigkeit von bis zu 200 km/h begann im Mai 2013 ein umfangreicher Umbau des Bahnhofs Rangsdorf, nachdem am 19. März das Eisenbahn-Bundesamt den entsprechenden Planfeststellungsbeschluss erlassen hatte. Im Sommer 2013 wurden das Empfangsgebäude, die Fußgängerbrücke, der Verladesteg und die Verladerampe sowie die Pumpenstation abgerissen.

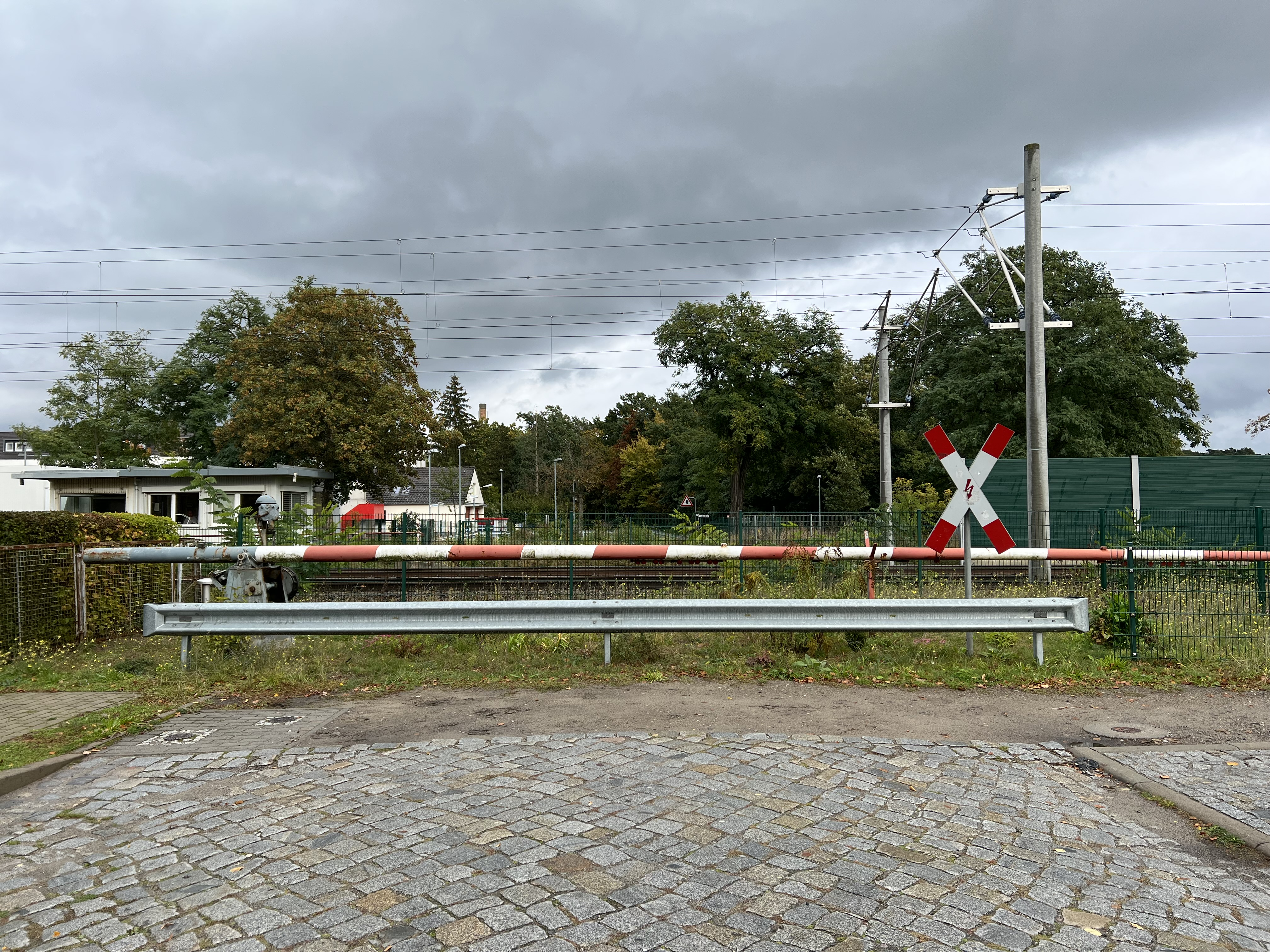
Geschlossener ehemaliger südlicher Bahnübergang, 2022

Neben den beiden durchgehenden Hauptgleisen wurden je Fahrtrichtung jeweils ein Überholgleis mit Regionalverkehrsbahnsteig angeordnet sowie zusätzlich nördlich der Bahnsteige jeweils ein Überholgleis für Güterzüge. Der Bahnübergang südlich des Bahnhofs wurde mit Fertigstellung der Eisenbahnunterführung am 30. Mai 2015 geschlossen. Eine Erneuerung der Signal- und Oberleitungsanlagen sowie der Neubau beidseitiger Schallschutzwände auf einer Länge von rund einem Kilometer waren ebenfalls Bestandteil des Umbaus. Trotzdem ist weiter ein Relaisstellwerk im Einsatz und benutzt erneuerte Hl-Signale. Bis zum Jahr 2029 soll auch hier ein Elektronisches Stellwerk mit Ks-Signalen und ETCS entstehen.

## Verkehrsanbindung
Der Bahnhof wird jeweils stündlich von der Regional-Express-Linie RE 8 und der Regionalbahnlinie RB 24 bedient, wodurch sich ein annähernder 30-Minuten-Takt in Richtung Berlin und Wünsdorf ergibt. Zwischen Flughafen BER und Berlin Hauptbahnhof verkehrt die RB 24 als FEX.
| Linie                    | Linienverlauf                                                                                           | Linienverlauf                                                                                  | Takt (min) | EVU              |
| ------------------------ | --- | ---------------------------------------------------------------------------------------------- | ---------- | ---------------- |
| RE 8                     | Berlin Hbf – Berlin Potsdamer Platz – Berlin Südkreuz – Rangsdorf – Wünsdorf-Waldstadt – Luckau-Uckro – | Doberlug-Kirchhain – Elsterwerda                                                               | 60         | ODEG             |
| RE 8                     | Berlin Hbf – Berlin Potsdamer Platz – Berlin Südkreuz – Rangsdorf – Wünsdorf-Waldstadt – Luckau-Uckro – | Finsterwalde (Niederlausitz)                                                                   | 60         | ODEG             |
| RB 24                    | Flughafen BER – Blankenfelde – Dahlewitz – Rangsdorf – Dabendorf – Zossen – Wünsdorf-Waldstadt          | Flughafen BER – Blankenfelde – Dahlewitz – Rangsdorf – Dabendorf – Zossen – Wünsdorf-Waldstadt | 60         | DB Regio Nordost |
| Stand: 15. Dezember 2024 | |                                                                                                |            |                  |

Am Bahnhof bestehen Umsteigeverbindungen zu den Buslinien der Verkehrsgesellschaft Teltow-Fläming.